# Baeopogon indicator
Bulbul-indicador ou tuta-indicadora (Baeopogon indicator) é uma espécie de ave da família Pycnonotidae.
Pode ser encontrada nos seguintes países: Angola, Benin, Camarões, República Centro-Africana, República do Congo, República Democrática do Congo, Costa do Marfim, Guiné Equatorial, Gabão, Gana, Guiné, Guiné-Bissau, Quénia, Libéria, Nigéria, Serra Leoa, Sudão, Togo, Uganda e Zâmbia.
Os seus habitats naturais são: florestas secas tropicais ou subtropicais e florestas subtropicais ou tropicais húmidas de baixa altitude.